# Pater van Kilsdonkbrug
Pater van Kilsdonkbrug (brug 450) is een vaste boogbrug in Amsterdam-Zuid, Vondelpark. In de volksmond werd zij aangeduid als Iepenbrug. De brug ligt nabij de ingang van de Vondelstraat op de route naar het Blauwe Theehuis.
De vrij steile voetgangersbrug met natuurstenen treden in de aanloop is gelegen in het Vondelpark en overspant een binnenwater. De brug kent een geheel gietijzeren constructie, inclusief fundering, balustrades en balusters. Alleen het "wegdek" is van hout. Het bouwwerk stamt uit 1889 en is gebouwd naar een ontwerp van Christiaan Posthumus Meyjes sr.. De brug is gefabriceerd door de firma G.J. Wispelwey & Co. uit Zwolle.
De brug is sinds 1996 een rijksmonument.
In 2016 schrapte de gemeente Amsterdam bijna alle officieuze tenaamstelling van bruggen, zo ook van deze. In april 2017 werd voorgesteld en in juli besloten de brug te vernoemen naar pater Jan van Kilsdonk, de gemeente wilde al een tijd lang een brug vernoemen naar deze markante persoon.

## Afbeeldingen

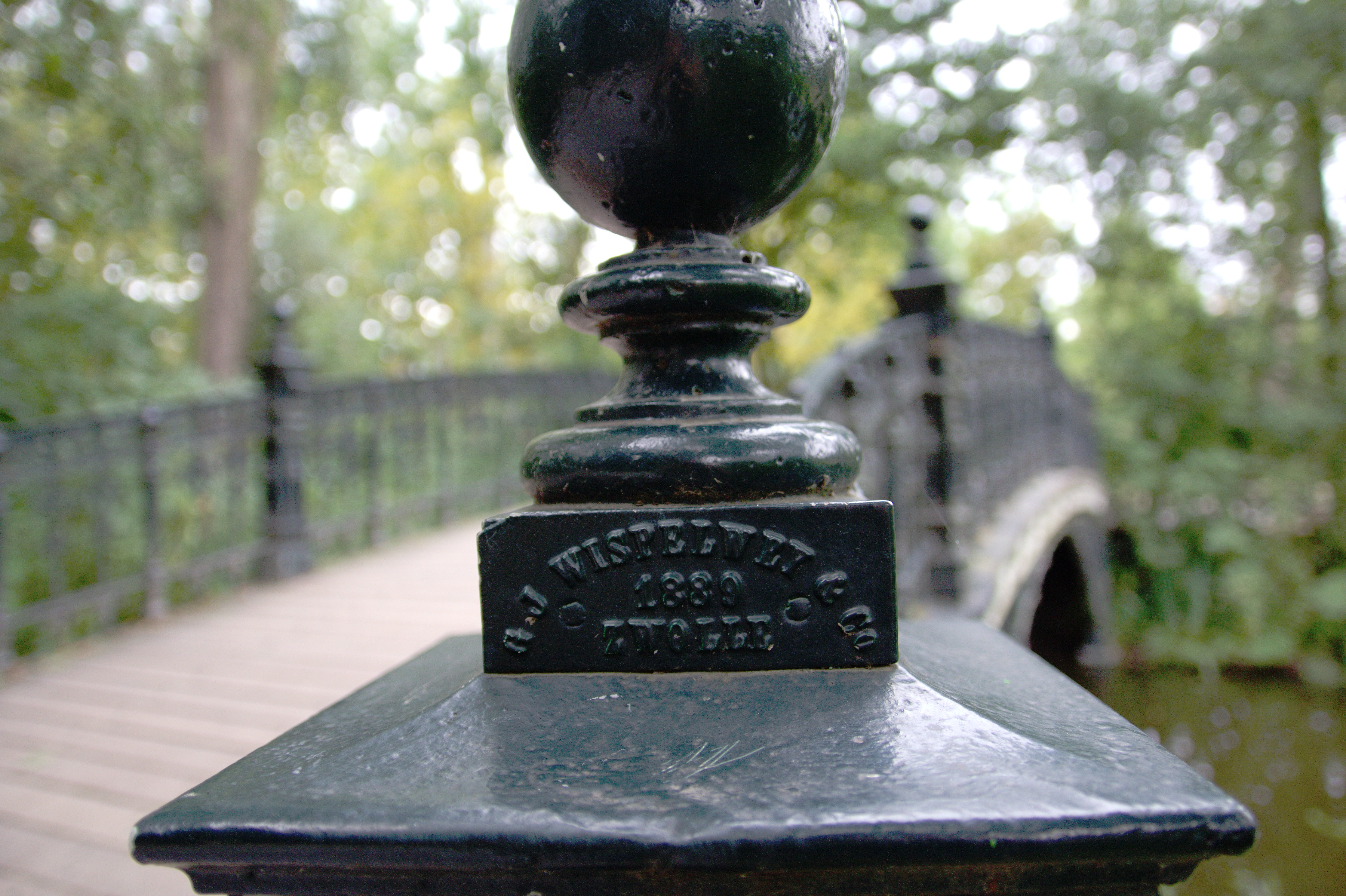
Detail met fabrieksnaam
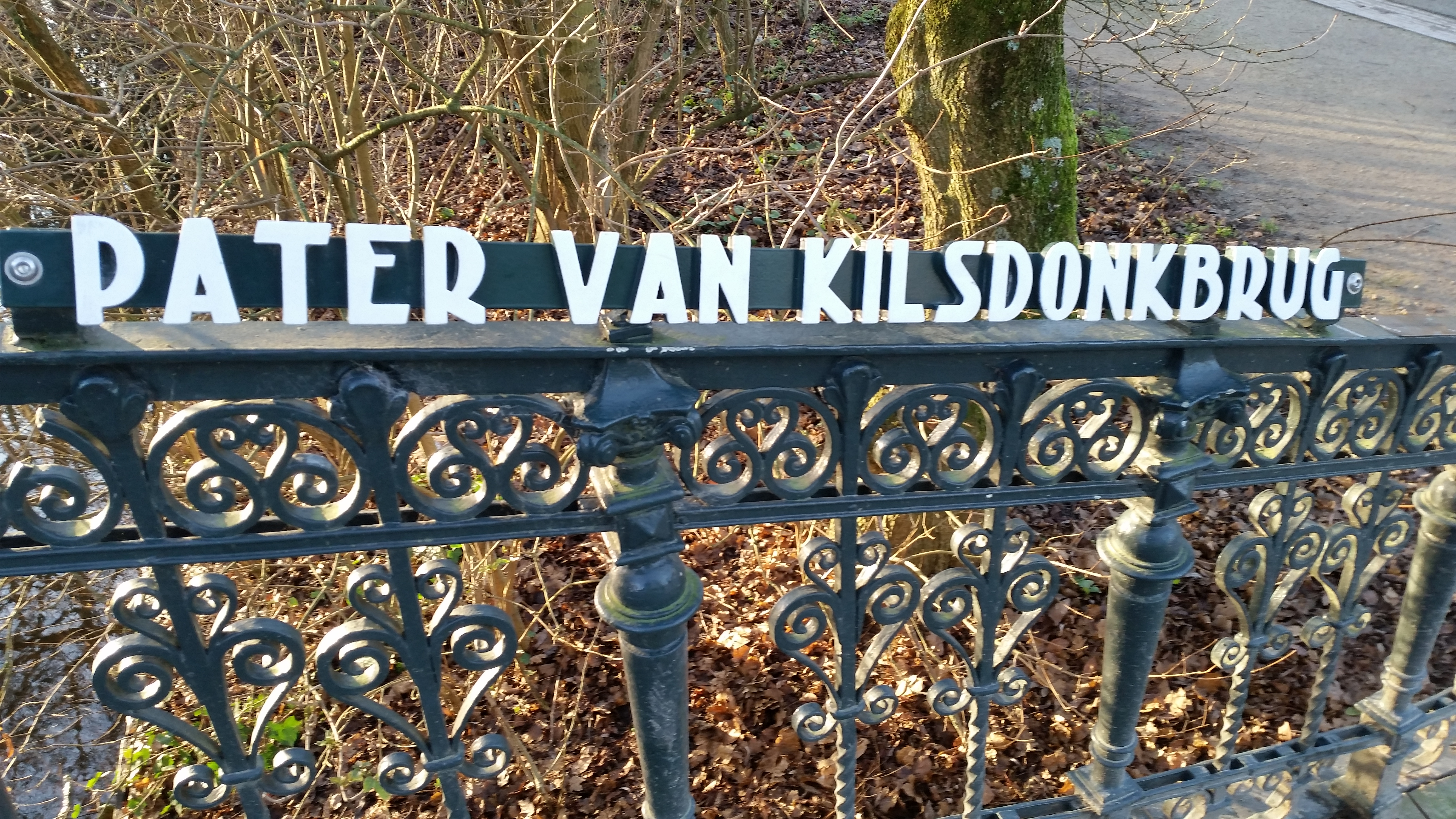
Naamplaat (januari 2020)
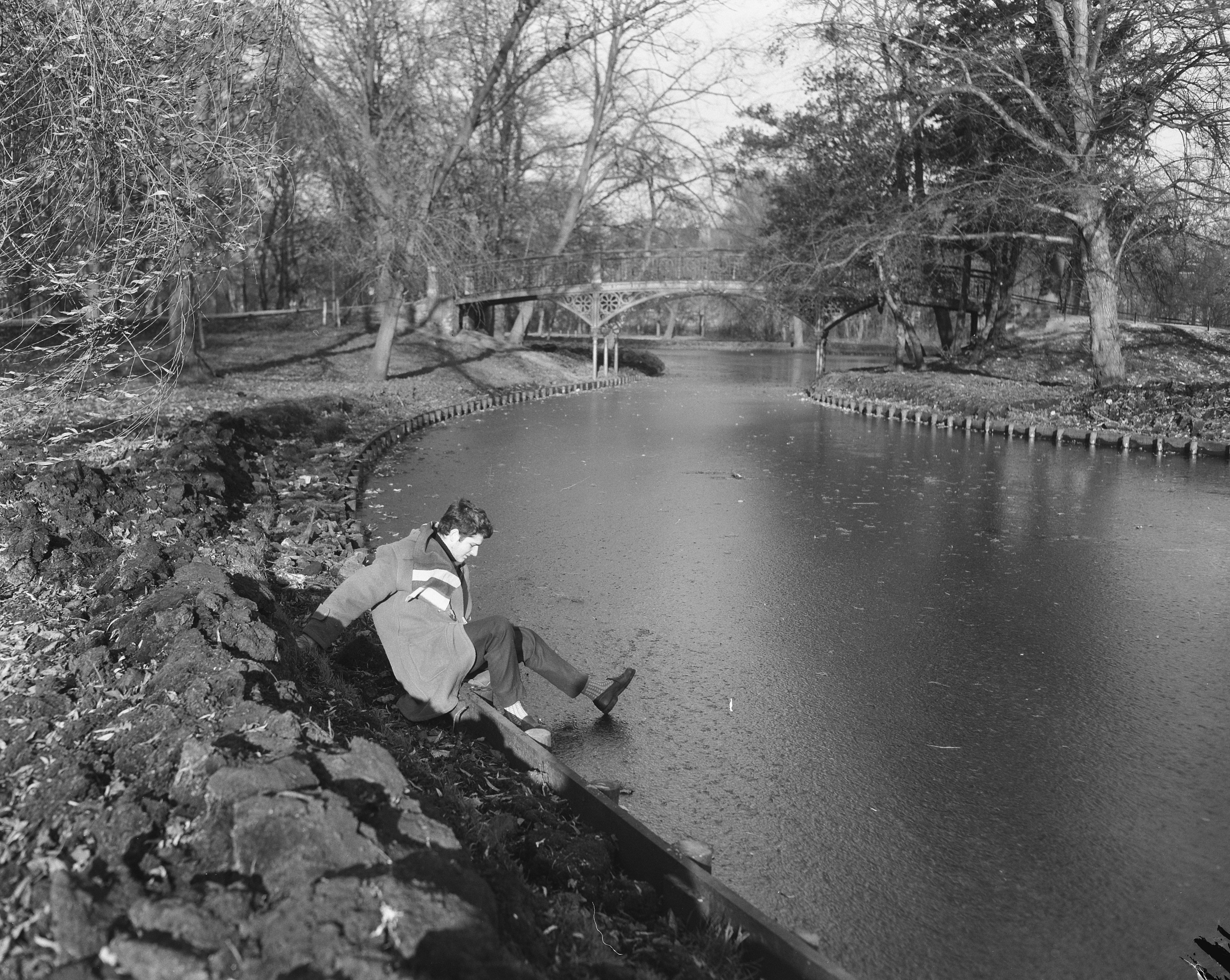
een jongeman probeert het ijs voor de brug (1958)

<<< · 400 · 401 · 402 · 403 · 404 · 405 · 406 · 407 · 408 · 409 · 410 · 411 · 413 · 414 · 415 · 416 · 417 · 418 · 419 · 420 · 421 · 422 · 423 · 424 · 425 · 427 · 429 · 430 · 431 · 432 · 433 · 434 · 435 · 436 · 437 · 438 · 439 · 440 · 441 · 442 · 443 · 444 · 445 · 446 · 447 · 448 · 449 · 450 · 451 · 452 · 453 · 454 · 455 · 456 · 457 · 458 · 459 · 460 · 461 · 462 · 463 · 464 · 465 · 466 · 469 · 470 · 471 · 472 · 473 · 474 · 475 · 476 · 478 · 479 · 480 · 482 · 483 · 485 · 486 · 487 · 488 · 489 · 490 · 491 · 492 · 493 · 494 · 495 · 496 · 497 · 499 · >>>
Brugnummers 412, 426, 428, 467, 468, 477, 481, 484 en 498 zijn niet (meer) vergeven.